# Andreas Lemke
Andreas Lemke, född 1969, är en svensk musiker (oboist). Lemke är sedan 1997 medlem i Kungliga Filharmoniska Orkestern, med huvudansvar för engelskt horn. Lemke fick sin utbildning vid Musikhögskolan i Malmö för professor Jörgen Hammergaard och professor Ole-Henrik Dahl. Efter studierna återfanns han i Det Kongelige Kapel i Köpenhamn och i Göteborgs Symfoniker innan han kom till Kungliga Filharmonikerna. Han var solist på jubileumskonserten när Konserthuset firade 75-årsjubileum i april 2001. Lemke är även medlem i Svenska Serenadensemblen och Kungliga Svea Livgardes Musikkår.